# Huitziltepec, Puebla
Huitziltepec är en ort i Mexiko.   Den ligger i kommunen Tuzamapan de Galeana och delstaten Puebla, i den sydöstra delen av landet, 180 km öster om huvudstaden Mexico City. Huitziltepec ligger 375 meter över havet och antalet invånare är 413.
Terrängen runt Huitziltepec är huvudsakligen kuperad, men åt nordost är den platt. Runt Huitziltepec är det tätbefolkat, med 383 invånare per kvadratkilometer. Närmaste större samhälle är Olintla, 17,7 km väster om Huitziltepec. I omgivningarna runt Huitziltepec växer huvudsakligen savannskog.